# Viveiro
Viveiro (en espagnol : Vivero) est une commune d'Espagne, située dans la province de Lugo (Galice). Elle est le chef lieu de la comarque d'A Mariña Occidental. Elle comptait 16 211 habitants en 2010, selon l'INE.

## Personnalités liées à la commune
- Maruja Mallo (1902-1995), peintre, est née à Viveiro.
- Adrián Ben, né le 4 août 1998 à Viveiro, athlète champion d'Europe du 800 mètres en salle.

## Jumelages
- La Habana Vieja (Cuba)
- Lannion (France)